# 江苏省兴化中学
江苏省兴化中学创办于1926年，前身是在宋代范仲淹创立的兴化学宫。学校先后被评为江苏省属重点中学、江苏省四星级高中。
学校于1994年建成的新校区位于九顷新区，占地200余亩，建筑面积5万平方米，现有69个班级，学生3400余人，教职工272人。后又迁至新校区。
学校以“正实”为校训，形成了“勤学、多思、求实、守纪”的校风和“严格、精炼、和谐、创新”的教风，以及“奋发、刻苦、致用、活泼”的学风。

## 著名校友
- 中国科学院或中国工程院院士
  - 王振义（中华人民共和国国家最高科学技术奖获得者)
  - 钮经义
  - 朱亚杰
  - 李德平
  - 李继侗

- 著名作家
  - 毕飞宇

- 世界国际象棋冠军
  - 侯逸凡

- 军事界
  - 方祖歧
  - 蔡祖铭
  - 解厚铨
  - 王凤银

- 科技界
  - 李春芬
  - 任玮
  - 袁同功

- 教育界
  - 程崇庆
  - 袁振国

- 政治界
  - 袁木